# Settimo Rottaro
Settimo Rottaro (Ël Seto Rojé in piemontese) è un comune italiano di 469 abitanti della città metropolitana di Torino, in Piemonte.

## Storia
Il paese è situato sull'estremo confine del Canavese orientale, poco distante dal Lago di Viverone (già in Provincia di Biella), raggiungibile ad est dal paese di Azeglio. A sud confina invece con Cossano Canavese (TO), Borgo d'Ale e Alice Castello (VC), mentre a sud-ovest con Caravino (TO).
Rottaro deriverebbe da rubetum, o anche rovearum, rovedarium, antico nome di una collina poco distante ricca di roveti. Altra ipotesi sarebbe dal latino ruera, rutera, ad indicare le ruote dei carri, essendo luogo di transito, motivo per il quale furono disegnate tre ruote di carro nel suo stemma araldico. Un'ultima - e meno certa - ipotesi, lo ricondurrebbe al nome del re dei longobardo Rotari (647).
Le prime tracce documentate del borgo risalirebbero soltanto al 1227, in cui si affermava la potestà della chiesa di Ivrea; in quel periodo, appena conclusasi l'esperienza del libero comune, Settimo Rottaro fu soggetto all'autorità vescovile eporediese.
Protetto dai Valperga e dal vicino Castello di Masino, il paese sarà fra i protagonisti delle rivolte nobiliari del Canavese, scontrandosi spesso coi San Martino, fedeli ai Savoia; il borgo fu però conquistato da Facino Cane nel 1396, annesso quindi al Monferrato e lasciato ai Lomello, già conti di Trino e Cavaglià. Nel 1431, la politica espansionistica dei Marchesi del Monferrato si scontrò con gli interessi dei duchi sabaudi.
Questi ultimi, nel 1432 ottennero i territori a sinistra del Po, inizialmente amministrati da Amedeo VIII di Savoia. Anche i Valperga si sottomisero a questi ultimi, aiutando altresì a sedare le rivolte popolari dei Tuchini, come accadde anche al vicino Vestignè. Settimo Rottaro fu quindi amministrato dai Savoia, fino a epoca moderna.
Nel XX secolo, il paese ebbe la fama di produrre un ottimo vino Erbaluce passito, dal vitigno omonimo, noto nella zona canavesana, tuttavia tale tradizione si perse. Prese invece vita la tradizionale sagra del salame di patate, prodotto tipico, la prima domenica di febbraio.

### Simboli
Lo stemma e il gonfalone del comune di Settimo Rottaro sono stati concessi con decreto del presidente della Repubblica del 4 novembre 2003.
Il gonfalone è un drappo di bianco con la bordatura di azzurro.

## Monumenti e luoghi di interesse

La Parrocchiale

- Chiesa parrocchiale di San Bononio abate patrono, del 1787, su disegno dell'architetto tardobarocco Carlo Andrea Rana, ed eretta sulle rovine della cella omonima, a sud del paese, dove il santo bolognese, abate di Lucedio (VC), si ritirava qui in preghiera nell'XI secolo
- Chiesa della Confraternita della Trinità, sita in posizione più centrale, sulla via Commendator Vachino

## Amministrazione

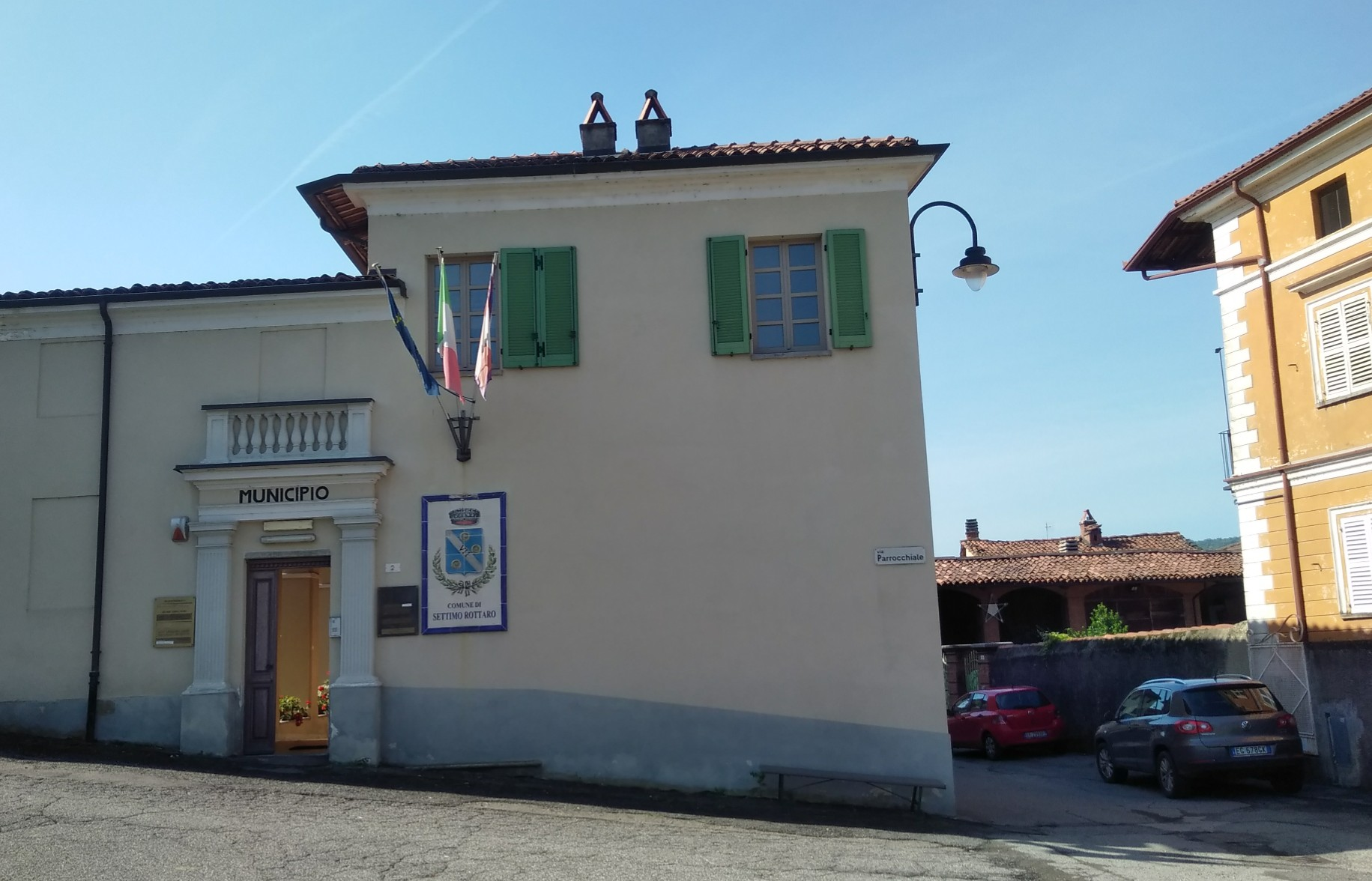
Il Municipio

Di seguito è presentata una tabella relativa alle amministrazioni che si sono succedute in questo comune.
| Periodo        | Periodo        | Primo cittadino   | Partito                             | Carica  | Note  |
| -------------- | -------------- | ----------------- | ----------------------------------- | ------- | ----- |
| 14 giugno 1988 | 5 giugno 1993  | Luigi Boggio      | Democrazia Cristiana                | Sindaco | [ 5 ] |
| 10 giugno 1993 | 28 aprile 1997 | Luigi Boggio      | lista civica                        | Sindaco | [ 5 ] |
| 28 aprile 1997 | 14 maggio 2001 | Luigi Boggio      | centro-sinistra                     | Sindaco | [ 5 ] |
| 14 maggio 2001 | 30 maggio 2006 | Francesco Comotto | centro-sinistra                     | Sindaco | [ 5 ] |
| 30 maggio 2006 | 16 maggio 2011 | Francesco Comotto | centro-sinistra                     | Sindaco | [ 5 ] |
| 16 maggio 2011 | in carica      | Massimo Ottogalli | lista civica: un futuro per settimo | Sindaco | [ 5 ] |

## Società

### Evoluzione demografica
Negli ultimi cento anni, a partire dal 1921, la popolazione residente è diminuita del 52 %.
Abitanti censiti